# Distribuição disjunta

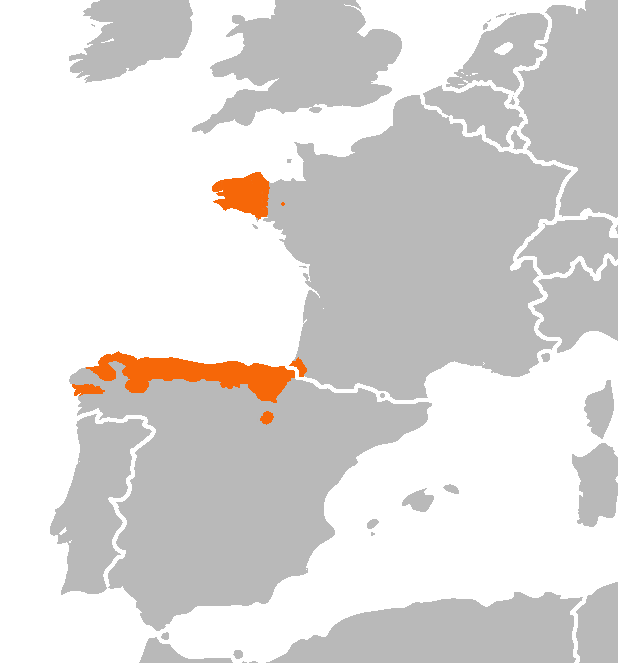
Un ejemplo de distribuição disjunta, a do gasterópode Elona quimperiana.

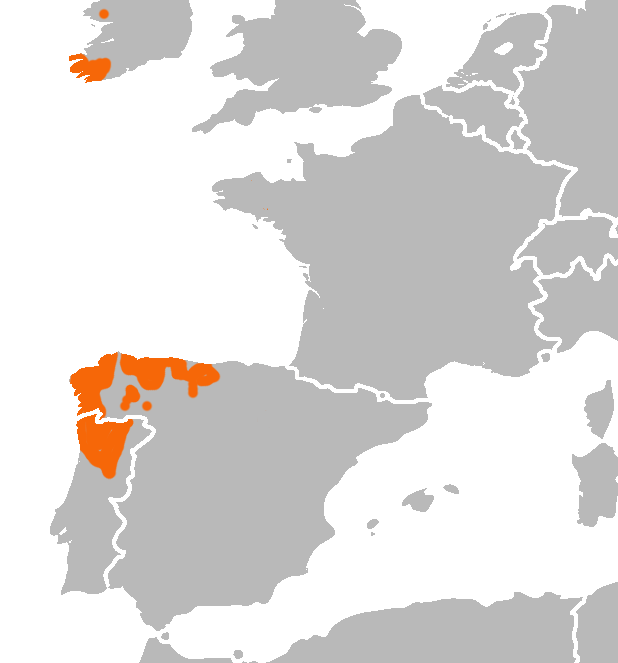
Distribuição denominada lusitânica do gasterópode Geomalacus maculosus.

Em biogeografia, um taxon apresenta uma distribuição disjunta se tiver dois ou mais grupos relacionados e que sejam amplamente separados entre si, do ponto de vista geográfico.

## Causas da distribuição disjunta
A causa costuma ser o surgimento de uma barreira natural, como a inundação do Mediterrâneo após a crise salina do Messiniense, a regressão glacial ou a desertificação do Saara. Por vezes, porém, pode ser causada por uma intervenção humana muito antigua, embora seja difícil de detetar.

## Padrões de distribuição disjunta
Existem numerosos padrões de distribuição disjunta a escalas muito diferentes: 

### Relictosglaciares
Muitos géneros têm espécies vicariantes como consequência da regressão glaciar. Tal ocorre com o género Abies, presente em numerosos maciços montanhosos onde vingaram após a retirada dos glaciares. As populações migraram para outras latitudes de forma paralela ao recuo dos gelos, mas algumas subiram as cordilheiras e produziu-se uma especiação alopátrica. Outro exemplo é o do género Cedrus presente não apenas nas montanhas do Magrebe (Cedrus atlantica), mas também nas do Líbano (Cedrus libani), Chipre (Cedrus brevifolia) e Himalaia (Cedrus deodara).

### Disjunção Irano-Turaniana
A espécie Stipa tenacissima tem distribuição disjunta entre a região entre o mar Negro e o mar Cáspio e o Mediterrâneo Ocidental. Provavelmente estas espécies chegaram com a crise salina do Messiniense durante a qual o Mediterrâneo praticamente ficou seco.

### Disjunção Europa-África meridional
O género Erica está distribuído entre a África meridional (mais de 600 espécies) e a Europa (cerca de 70 espécies), com um grande vazio em quase todo o continente africano.

### Espécies relictas noSahara
Alguns géneros como o Olea apresentam distribuição disjunta entre o Mediterrâneo (Olea europaea) e as montanhas centrais do Saara (Olea laperrini). O crocodilo-do-nilo (Crocodilus niloticus) subsiste também em algumas gueltas saarianas e nos maciços montanhosos como o Hoggar. Várias espécies de vertebrados têm esta mesma distribuição disjunta entre o norte e o sul do Saara em consequência da sua desertificação: Psammophis schokari, Bitis arietans, Gazella dorcas. Algumas distribuições disjuntas, como o elefante, o leopardo ou o leão-do-atlas, desapareceram em tempos históricos.

### Distribuição lusitânica
Várias espécies têm uma distribuição denominada lusitânica aparecendo na Península Ibérica e na Irlanda, sem passar pela Grã-Bretanha. Entre as espécies que têm esta distribuição estão alguns gastrópodes como Geomalacus maculosus ou Semilimax pyrenaicus e várias plantas, como algumas ericáceas tais como Daboecia cantabrica ou Arbutus unedo.
As teorias sobre a origem desta distribuição admitem a existência de uma ponte terrestre livre de gelo que teria permitido a existência de um refúgio quaternário. Esta hipótese está descartada na atualidade.
Com o uso de marcadores genéticos pôde-se desenvolver uma nova teoria. Mascheretti et al. (2003) examinaram os genótipos de Sorex minutus e comprovaram que as populações irlandesas estavam mais próximas da ibéricas que de outras populações europeias e a estrutura genética da população sugeria um único efeito fundador. Os autores concluem que existiria um contacto Paleolítico ou Mesolítico desde o sudoeste da Europa. 
Algo semelhante ocorre com a espécie Microtus arvalis nas Órcades e con otros micromamíferos que surgem nas ilhas britânicas como Microtus epiroticus ou Clethrionomys glareolus
Estes resultados coincidem com os trabalhos em genética humana que afirmam haver uma forte semelhança entre as populações humanas ibéricas e do sul da Irlanda.

## Exemplos de distribuição disjunta
- Género Coriaria, que tem distribuição disjunta no Mediterrâneo e do Paquistão ao Japão, Nova Guiné, Nova Zelândia e sul da América do Sul.[9]
- Género Cyanopica, comprovado recentemente que inclui duas espécies,[10] com distribuição disjunta entre a Península Ibérica (Cyanopica cookii) e a Ásia Oriental (Cyanopica cyanus).